# Lee Sang-yeob
Lee Sang-yeob (hangul: 이상엽), es un actor surcoreano.

## Biografía
Es nieto de Kim Jong-jin, el expresidente de Dongguk Jaekang.
Estudió en la Universidad de Hanyang.
En agosto del 2013 comenzó a salir con la actriz surcoreana Gong Hyun-joo, sin embargo la relación terminó en 2016.
El 22 de febrero de 2022 su agencia Ungbin ENS anunció que había dado positivo para COVID-19 por lo que había detenido sus actividades programadas y se encontraba siguiendo las instrucciones de las autoridades de control de enfermedades.

## Carrera
Es miembro de la agencia Ungbin ENS (웅빈이엔에스). Previamente formó parte de la agencia Daydream Entertainment.
Ha participado en sesiones fotográficas para «Sure Magazine».
En 2011 apareció como invitado en la serie Can't Lose donde interpretó a Yeon Hyung-joo, el hermano menor de Yeon Hyung-woo (Yoon Sang-hyun).
En abril del 2013 se unió al elenco de la serie Jang Ok-jung, Living by Love donde dio vida a Lee Hoon, quien luego se convertiría en el príncipe Dongpyeong, hasta el final de la serie en junio del mismo año.
En febrero del 2015 se unió al elenco principal de la serie House of Bluebird donde interpretó a Jang Hyun-do, un aspirante a músico e hijo del presidente de «Nuga Global», hasta el final de la serie en agosto del mismo año.
Entre el 2015 y el 2016 participó en las  temporadas decimoséptima y vigesimasegunda del programa Law of the Jungle in Samoa. Durante la decimoséptima temporada participó junto a Kim Byung-man, Yoon Doo-joon, Yong Jun-hyung, Jung Joon-young, Wang Ji-hye, Kang Kyun-sung, Lee Won-jong, Joon Park, Hwang Chi-yeul, Haeryung, Gong Hyun-joo y Gong Jong-hyun.
En 2016 apareció como invitado en la serie Doctor Crush donde interpretó a Kim Woo-jin, el prometido de Lee Hee-young.
El 27 de septiembre del 2017 se unió al elenco principal de la serie While You Were Sleeping donde interpretó al abogado Lee Yoo-bum, hasta el final de la serie el 16 de noviembre del mismo año.
El 27 de diciembre del mismo año apareció por primera vez como invitado en el popular programa de televisión Running Man donde formó parte del equipo «Civilian Team» junto a Ha-ha, Song Ji-hyo, Lee Kwang-soo, Ji Suk-jin, Yang Se-chan, Jeon So-min y Go Bo-gyeol durante el episodio no. 381. El 14 de enero del 2018 volvió a aparecer en el programa como invitado especial durante el episodio no. 385 junto a Ha-ha y Lee Kwang-soo. Debido a su participación, la cual fue bien recibida por el público desde el episodio no. 390 Sang-yeob se unió al programa como parte del elenco fijo invitado.
En marzo del 2018 se anunció que se uniría al elenco de la miniserie Hymn of Death donde dará vida a Kim Hong-ki, el hijo de una familia adinerada.
En noviembre del mismo año se unió al elenco de la serie Top Star U-back (también conocida como «Top Star Yoo Baek») donde dio vida a Choi Ma-dol, un marinero y la estrella de la isla Yeojeuk, hasta el final de la serie el 25 de enero del 2019.
El 5 de julio del 2019 se unió al elenco principal de la serie Love Affairs in the Afternoon donde dio vida a Yoon Jung-woo, el profesor de biología en una escuela local, hasta el final de la serie el 24 de agosto del mismo año. La serie es el remake de la serie japonesa «Hirugao: Love Affairs in the Afternoon».
El 28 de marzo de 2020 se unió al elenco principal de la serie I've Returned After One Marriage (también conocida como «I’ve Been There Once») donde interpretó al doctor Yoon Kyu-jin, un atractivo, ingenioso y afectuoso médico en medicina interna en un hospital pediátrico y el esposo de Song Na-hee (Lee Min-jung) hasta el final de la serie el 13 de septiembre del mismo año.
El 27 de abril del mismo año se unió al elenco principal de la serie Good Casting (previamente conocida como «Miss Casting») donde dio vida a Yoon Seok-ho, un CEO que proviene de un entorno privilegiado, hasta el final de la serie el 16 de junio del mismo año.
El 23 de junio de 2021 se unió al elenco de la serie On the Verge of Insanity (también conocida como «No One But a Madman») donde interpretó a Han Se-kwon, el líder del equipo de desarrollo.
En abril de 2022 se unió al elenco principal de la serie  Eve donde dio vida al abogado de derechos humanos Seo Eun-pyung.

## Filmografía

### Series de televisión
| Año     | Título                               | Personaje                               | Notas                | Ref.          |
| ------- | ------------------------------------ | --------------------------------------- | -------------------- | ------------- |
| 2007    | A Happy Woman                        | -                                       | -                    |               |
| 2008    | King Sejong the Great                | Príncipe Heredero Hyang                 | -                    |               |
| 2008    | Kokkiri (Elephant)                   | Joo Sang-yeob                           | -                    |               |
| 2008    | The Art of Seduction                 | Sung-il                                 | -                    |               |
| 2008    | Here He Comes                        | -                                       | -                    |               |
| 2009    | Her Style                            | Yoon Seok-woo                           | -                    |               |
| 2011    | Midas                                | Han Jang-seok                           | -                    |               |
| 2011    | Miss Ripley                          | Ha Cheol-jin                            | -                    |               |
| 2011    | Can't Lose                           | Yeon Hyung-joo                          | 2 episodios          |               |
| 2011    | I Live in Cheongdam-dong             | Lee Sang-yeob                           | -                    |               |
| 2012    | Koisuru Maison - Rainbow Rose        | Han Sae-woo                             | -                    |               |
| 2012    | The Innocent Man                     | Park Joon-ha                            | 20 episodios         |               |
| 2013    | Jang Ok-jung, Living by Love         | Lee Hoon, Príncipe Dongpyeong           | 24 episodios         |               |
| 2013    | The Greatest Thing in the World      | John Harrison                           | 2 episodios          |               |
| 2013    | Give Love Away                       | Jung Jae-min                            | -                    |               |
| 2015    | House of Bluebird                    | Jang Hyun-do                            | 50 episodios         |               |
| 2016    | Signal                               | Kim Jin-woo                             | 3 episodios          |               |
| 2016    | The Master of Revenge                | Park Tae-ha                             | -                    |               |
| 2016    | Doctor Crush                         | Kim Woo-jin                             | 4 episodios          |               |
| 2016    | Home Sweet Home                      | Kang Sung-min                           | Drama Special, 1 ep. |               |
| 2016    | My Wife's Having an Affair this Week | Ahn Joon-young                          | 12 episodios         |               |
| 2017    | While You Were Sleeping              | Lee Yoo-bum                             | 32 episodios         |               |
| 2017    | You're Closer than I Think           | Choi Woo-jin                            | Drama Special, 1 ep. |               |
| 2018    | Hymn of Death                        | Kim Hong-ki                             |                      |               |
| 2018-19 | Top Star U-back                      | Choi Ma-dol                             | 11 episodios         |               |
| 2019    | Love Affairs in the Afternoon        | Yoon Jung-woo                           | 16 episodios         |               |
| 2020    | Good Casting                         | Yoon Seok-ho                            | 16 episodios         |               |
| 2020    | I've Returned After One Marriage     | Dr. Yoon Kyu-jin                        | 100 episodios        | [ 30 ] [ 31 ] |
| 2020    | Traces of Love                       | Jung Ji-sub                             | Drama Special, 1 ep. | [ 32 ] [ 33 ] |
| 2021    | On the Verge of Insanity             | Han Se-kwon                             |                      | [ 34 ]        |
| 2022    | Eve                                  | Seo Eun-pyung                           |                      | [ 35 ]        |
| 2023    | My Lovely Boxer                      | Kim Tae-young                           |                      | [ 36 ] [ 37 ] |
| 2025    | El sinuoso camino del derecho        | Nuevo marido de la exmujer de Seok-hoon |                      | [ 38 ]        |

### Películas
| Año  | Título                        | Personaje            | Notas                                                                              |
| ---- | ----------------------------- | -------------------- | ---------------------------------------------------------------------------------- |
| 2008 | A Man Who Was Superman        | Novio de Soo-jung    | -                                                                                  |
| 2008 | Lovers of Six Years           | Yoon-seok            | -                                                                                  |
| 2011 | Penny Pinchers                | Yang Gwan-woo        | junto a Han Ye-seul, Song Joong-ki, Shin So-yul y Lee Jae-won                      |
| 2012 | The Nutcracker in 3D          | N.C., el Cascanueces | -                                                                                  |
| 2013 | The Flu                       | Byung-woo            | junto a Cha In-pyo, Jang Hyuk, Soo Ae y Andrew William Brand                       |
| 2014 | Ex-Files                      | Park Eun-ho          | junto a Han Geng, Yao Xingtong, Wang Likun, Ban Jiajia, Zheng Kai y Huang Mengying |
| 2018 | The Villagers                 | Ji Sung              | junto a Ma Dong-seok, Kim Sae-ron y Jang Gwang                                     |
| 2020 | The Day I Died: Unclosed Case | Hyung-joon           | junto a Kim Hye-soo, Lee Jung-eun, Noh Jeong-eui y Kim Sun-young                   |

### Narrador
| Año  | Programa | Notas                                    | Ref.   |
| ---- | -------- | ---------------------------------------- | ------ |
| 2016 | Real Men | durante la segunda temporada - Edition 4 | [ 39 ] |

### Programas de variedades
| Año     | Programa                             | Notas | Ref.                        |
| ------- | ------------------------------------ | --- | --------------------------- |
| 2015    | Hello Counselor                      | Ep. 212 - invitado |                             |
| 2015-16 | Law of the Jungle in Samoa           | 9 episodios (Ep. 186 - 194) - miembro | [ 40 ]                      |
| 2018    | Knowing Bros                         | (Ep. 111, 153) - invitado | [ 41 ] [ 42 ]               |
| 2018    | Reckless but Happy                   | 6 episodios - miembro |                             |
| 2018    | Let's Eat Dinner Together            | (ep. 104) - invitado |                             |
| 2019    | Prison Life of Fools (Mafia)         | miembro | [ 43 ]                      |
| 2019    | My Ugly Duckling (My Little Old Boy) | invitado | [ 44 ]                      |
| 2019    | Trans-Siberian Pathfinders           | miembro | [ 45 ]                      |
| 2017-20 | Running Man                          | 2 episodios - (Ep. 415, 443) - aparición especial 12 episodios - (Ep. 390-396, 399-400, 406-408) - miembro invitado 4 episodios - (Ep. 381, 385, 453) - invitado | [ 46 ] [ 47 ] [ 48 ] [ 49 ] |
| 2020    | The Return Of Superman               | invitado | [ 50 ]                      |
| 2020    | The Manager                          | | [ 51 ]                      |
| 2020    | Three Idiots                         | miembro | [ 52 ]                      |
| 2021    | National Bang Bang Cook Cook         | miembro | [ 53 ]                      |
| 2021    | Amazing Saturday (DoReMi Market)     | invitado | [ 54 ]                      |
| 2021    | The Sixth Sense 2                    | miembro | [ 55 ]                      |

### Presentador
| Año  | Programa                                 | Notas                                            | Ref.   |
| ---- | ---------------------------------------- | ------------------------------------------------ | ------ |
| 2019 | Radio Star                               | presentador invitado                             | [ 56 ] |
| 2019 | 2019 MAMA Awards                         | presentador de categoría - junto a Jung Hye-sung |        |
| 2020 | 2020 Mnet Asian Music Awards (2020 MAMA) | presentador de categoría                         | [ 57 ] |
| 2020 | 2020 KBS Drama Awards                    | copresentador                                    | [ 58 ] |

## Discografía
| Año  | Canción               | Trabajo             | Resultado |
| ---- | --------------------- | ------------------- | --------- |
| 2020 | Red Bag (빨간 책가방) | OST de Good Casting |           |

## Premios y nominaciones
| Año  | Premio         | Categoría                                                | Trabajo                          | Resultado |
| ---- | -------------- | -------------------------------------------------------- | -------------------------------- | --------- |
| 2012 | KBS Drama      | Best Supporting Actor                                    | The Innocent Man                 | Nominado  |
| 2013 | APAN Star      | Best New Actor                                           | Jang Ok-jung, Living by Love     | Nominado  |
| 2013 | MBC Drama      | Best New Actor                                           | Give Love Away                   | Ganó      |
| 2015 | KBS Drama      | Best Couple (junto a Chae Soo-bin)                       | House of Bluebird                | Nominados |
| 2017 | SBS Drama      | Top Excellence Award, Actor in a Monday–Tuesday Drama    | While You Were Sleeping          | Nominado  |
| 2017 | SBS Drama      | Excellence Actor                                         | While You Were Sleeping          | Ganó      |
| 2019 | 2019 Best Star | Best Drama Star                                          | -                                | Ganó      |
| 2020 | 28th SBS Drama | Top Excellence Award, Actor in a Miniseries Action Drama | Good Casting                     | Nominado  |
| 2020 | 34th KBS Drama | Best Couple Award (junto a Lee Min-jung)                 | I've Returned After One Marriage | Ganaron   |
| 2020 | 34th KBS Drama | Popularity Award                                         | I've Returned After One Marriage | Ganó      |
| 2020 | 34th KBS Drama | Excellence Award – Long Drama (Best Actor)               | I've Returned After One Marriage | Ganó      |
| 2020 | 7th APAN Star  | Top Excellence Award, Actor in a Serial Drama            | I've Returned After One Marriage | Ganó      |
| 2021 | 2021 MBC Drama | Excellence Award, Actor in a Miniseries                  | On the Verge of Insanity         | Ganó      |